# Cinq études de bruits
Cinq études de bruits (Cinco estudios de ruidos) es una colección de composiciones musicales de Pierre Schaeffer. Los cinco estudios se compusieron en 1948 y son las primeras piezas de musique concrète, una forma de música electroacústica que utiliza sonidos grabados como recurso compositivo.
Los cinco estudios se compusieron en el estudio que Schaeffer estableció en RTF (luego ORTF), Studio d'Essai. Ellos son los siguientes:
1. Étude aux chemins de fer - Trenes[2][3]
2. Étude aux Torniquetes - partes superiores de juguete e instrumentos de percusión[4]
3. Étude violette - Sonidos de piano grabado para Schaeffer por Boulez
4. Étude noire - Sonidos de piano grabado para Schaeffer por Boulez
5. Étude pathétique - Cacerolas de salsa, barcas de canal, canto, discurso, armónica, piano

Las obras se estrenaron en una emisión radiofónica el 5 de octubre de 1948, titulada Concert de bruits.